# فاليريا (مسلسل)
فاليريا هو مسلسل كوميدي دراما إسباني من بطولة ديانا جوميز وماكسي إجليسياس.تم عرض الموسم الأول على نتفليكس في 8 مايو 2020 وتم تجديده  وعرض الموسم الثاني في 13 أغسطس 2021.

## روابط خارجية
- فاليريا (مسلسل) على موقع IMDb (الإنجليزية)
- فاليريا (مسلسل) على موقع روتن توميتوز (الإنجليزية)
- فاليريا (مسلسل) على موقع نتفليكس (الإنجليزية)
- فاليريا (مسلسل) على موقع فيلمافينيتي (الإسبانية)
- فاليريا (مسلسل) على موقع كينوبويسك (الروسية)
- فاليريا (مسلسل) على موقع ألو سيني (الفرنسية)
- فاليريا (مسلسل) على موقع قاعدة بيانات الفيلم (الإنجليزية)

لا توجد روابط لمواقع التواصل الاجتماعي.